# Marek z Modeny
 Marek z Modeny (ur. ok. 1420 w Modenie, zm. 1499 w Pesaro) – włoski kapłan, znamienity kaznodzieja  i dominikanin (OP), przeor klasztoru w Pesaro, błogosławiony Kościoła katolickiego.
Jego wspomnienie liturgiczne obchodzone jest 21 września.
Kult Marka z Modeny zaaprobował papież Pius IX w dniu 10 września 1857 roku.
Jego relikwie znajdują się w kościele św. Dominika w Modenie (wł. Chiesa di San Domenico a Modena).